# Paratendipes hirsutus
Paratendipes hirsutus är en tvåvingeart som beskrevs av Guha och Chaudhuri 1985. Paratendipes hirsutus ingår i släktet Paratendipes och familjen fjädermyggor. Inga underarter finns listade i Catalogue of Life.